# Băile Govora
Băile Govora (simplu Govora) este un oraș în județul Vâlcea, Oltenia, România, format din localitățile componente Curăturile, Gătejești și Prajila (reședința).
Numele de Govora îi vine din dialectul traco-dac și înseamnă adâncitură, vale cu multe izvoare.
Se poate ajunge la stațiune folosind DN67, Râmnicu Vâlcea–Horezu–Târgu Jiu.

## Istorie
Băile Govora se dezvoltă târziu ca localitate urbană și stațiune balneară. În anul 1876, țăranul Gheorghe Ciurea sapă un puț și constată că iese apă care arde (denumire a petrolului greu, cunoscut și sub numele de păcură). De asemeni iese și apă sărată, aceasta neputând fi folosită ca apă de băut.
Sondajele ulterioare după petrol, scot la suprafață apă sărată, iodurată și nămol sapropelic, pe care medicul militar Zorileanu o recomandă pentru tratamente reumatismale.
Se începe exploatarea izvoarelor în anul 1879, tratamentul făcându-se un timp în copăi (căzi de baie din lemn) amenajate la mănăstirea Govora în chilii, mănăstire ce se află la circa 6 Km de locul acestora. Apa de la aceste izvoare era dusă cu sacalele( niște butoaie mari puse în care trase de animale) la mănăstire.
Primul stabiliment pentru tratament balnear ia ființă în anul 1887 și avea 29 de cabine pentru băi calde.
Inaugurarea oficială a stațiunii are loc în anul 1910 odată cu darea în exploatare a hotelului Palace, care are particularitatea constructivă ca fiecare cameră să aibă cel puțin o oră soare pe zi. Se spunea că la Govora se închiria soarele cu ora. Tot atunci se dă în exploatare o bază de tratament cu căzi de baie din fontă, centrala termică pentru încălzirea apei și iarna pentru căldură.
Ulterior, paralel cu dezvoltarea stațiunii se construiesc alte hoteluri și pensiuni, se dezvoltă ca localitate, devenind după anii 1950 oraș.

## Demografie
Componența etnică a orașului Băile Govora
     Români (88%)
     Alte etnii (0,23%)
     Necunoscută (11,77%)
Componența confesională a orașului Băile Govora
     Ortodocși (87,26%)
     Alte religii (0,51%)
     Necunoscută (12,23%)
Conform recensământului efectuat în 2021, populația orașului Băile Govora se ridică la 2.158 de locuitori, în scădere față de recensământul anterior din 2011, când fuseseră înregistrați 2.449 de locuitori. Majoritatea locuitorilor sunt români (88%), iar pentru 11,77% nu se cunoaște apartenența etnică. Din punct de vedere confesional, majoritatea locuitorilor sunt ortodocși (87,26%), iar pentru 12,23% nu se cunoaște apartenența confesională.
|  | Graficele sunt indisponibile din cauza unor probleme tehnice. Mai multe informații se găsesc la Phabricator și la wiki-ul MediaWiki. |

Date: Recensăminte sau birourile de statistică - grafică realizată de Wikipedia

## Politică și administrație
Orașul Băile Govora este administrat de un primar și un consiliu local compus din 11 consilieri. Primarul, Mihai Mateescu[*], de la Partidul Social Democrat, este în funcție din 2000. Începând cu alegerile locale din 2024, consiliul local are următoarea componență pe partide politice:
|  | Partid                          | Consilieri | Componența Consiliului | Componența Consiliului | Componența Consiliului | Componența Consiliului |
|  | ------------------------------- | ---------- | ---------------------- | ---------------------- | ---------------------- | ---------------------- |
|  | Partidul Național Liberal       | 4          |                        |                        |                        |                        |
|  | Partidul Social Democrat        | 4          |                        |                        |                        |                        |
|  | Zotica Nicolae                  | 1          |                        |                        |                        |                        |
|  | Alianța pentru Unirea Românilor | 1          |                        |                        |                        |                        |
|  | Matei Constantin                | 1          |                        |                        |                        |                        |

## Turism
Construcții deosebite necesare dezvoltării turismului balnear, activitatea de bază a locuitorilor, în ultimii 50 de ani nu prea s-au făcut. Totuși, se remarcă complexul hotelier al sindicatelor ridicat la sfârșitul anilor 1980, care are în dotare și o bază modernă de tratament.
Apropiat de oraș se află ctitoria de seamă a domnitorului Radu cel Mare, Mănăstirea Govora, în timp reînoită de Constantin Brâncoveanu, dăruită cu o tiparniță de Matei Basarab, de unde au ieșit la lumină primele scrieri în limba română, unde Antim Ivireanul și -a tipărit opera sa, îmbogățind zestrea spirituală a poporului român.
(Sursă de informare: Muzeul Orășenesc Băile Govora)

## Personalități născute aici
- Mihai Constantinescu (n. 1932), regizor, scenarist;
- Iulian Hermeneanu (n. 1932), caricaturist, regizor și scenarist de filme de animație.

## Galerie

Hotelul „Palace”
Intrarea în parcul băilor (vedere spre centru)
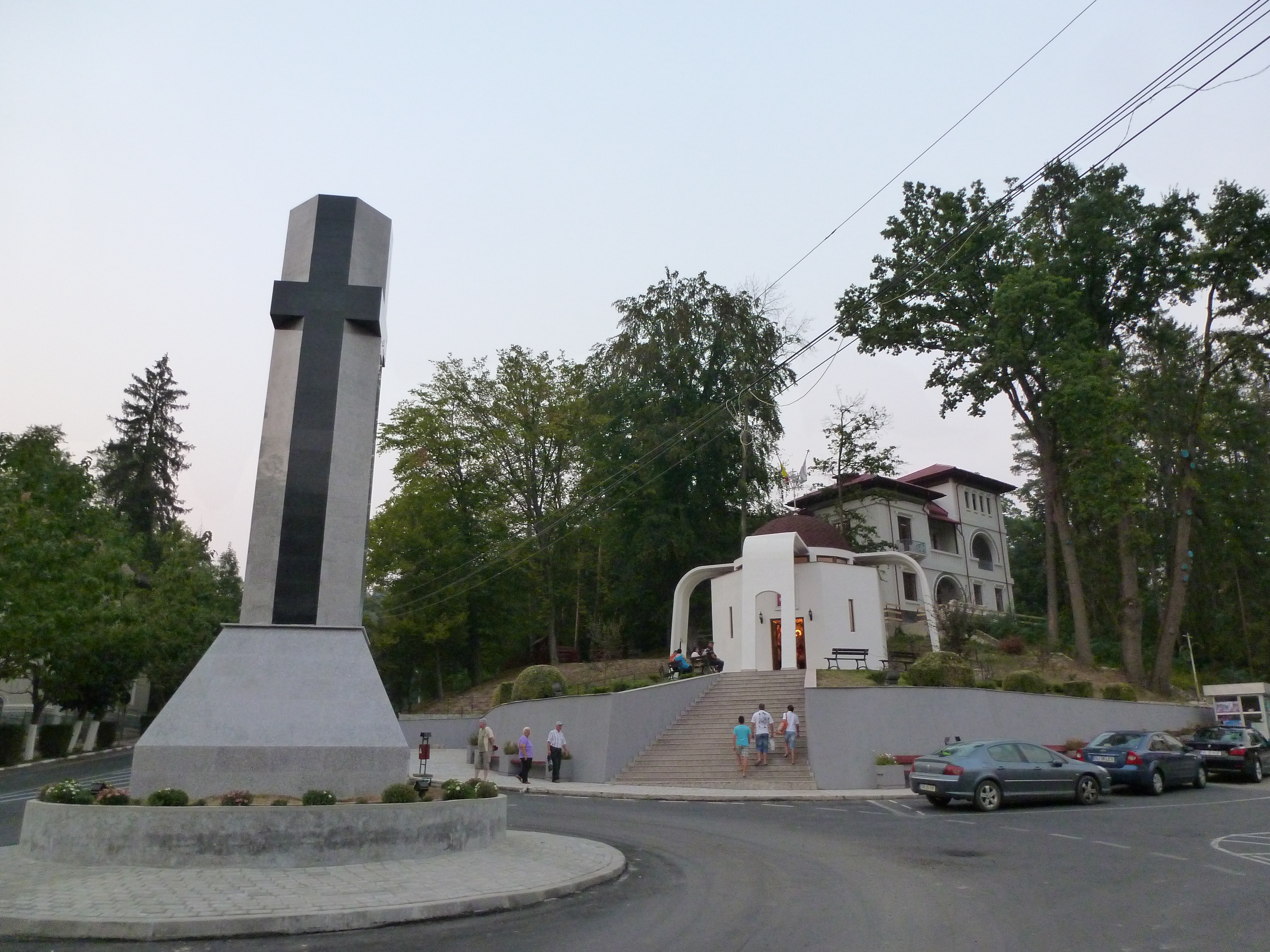
Centrul stațiunii
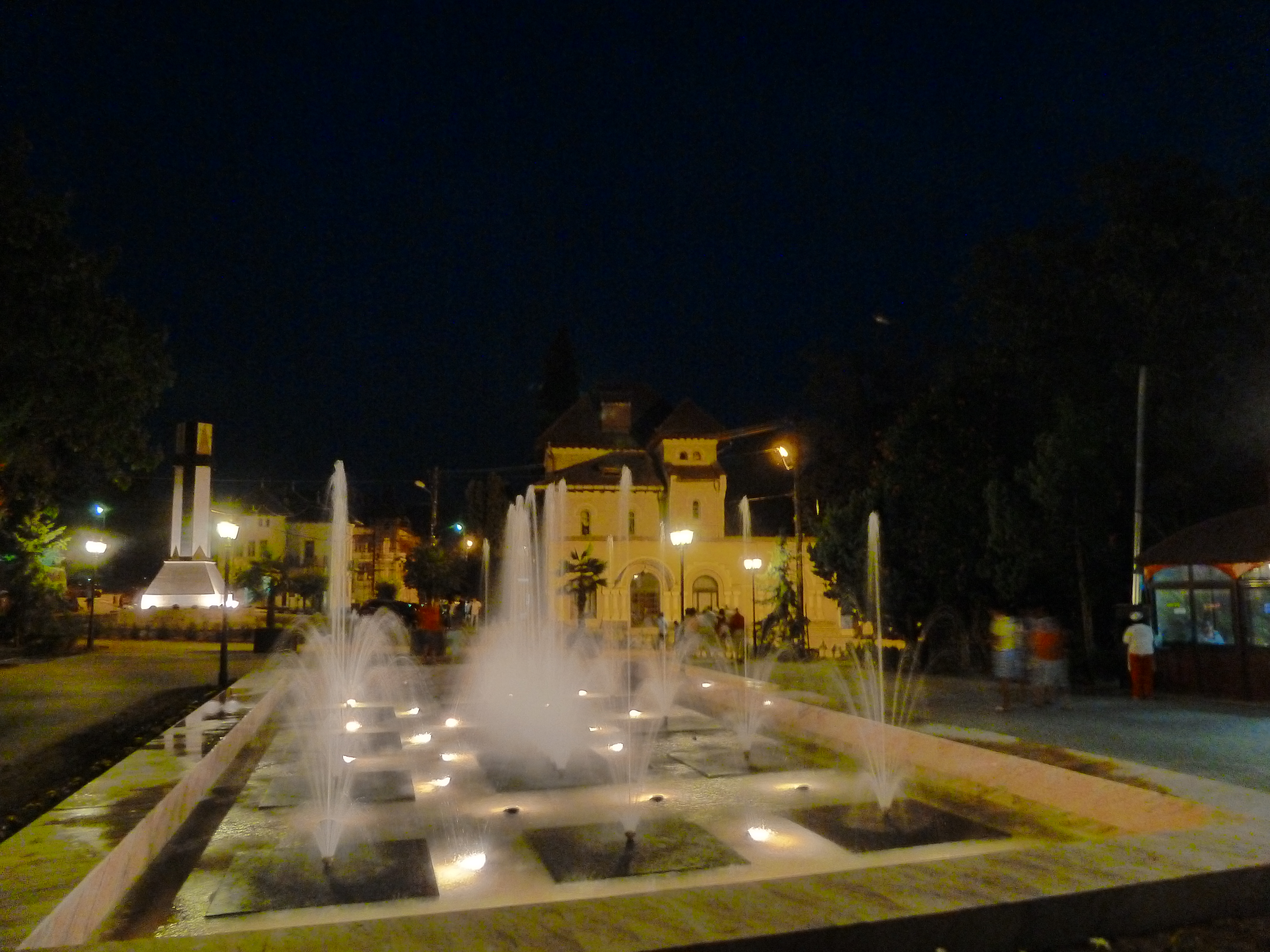
Parcul Băilor
Parcul Băilor